# Palazzo Contarini Pisani

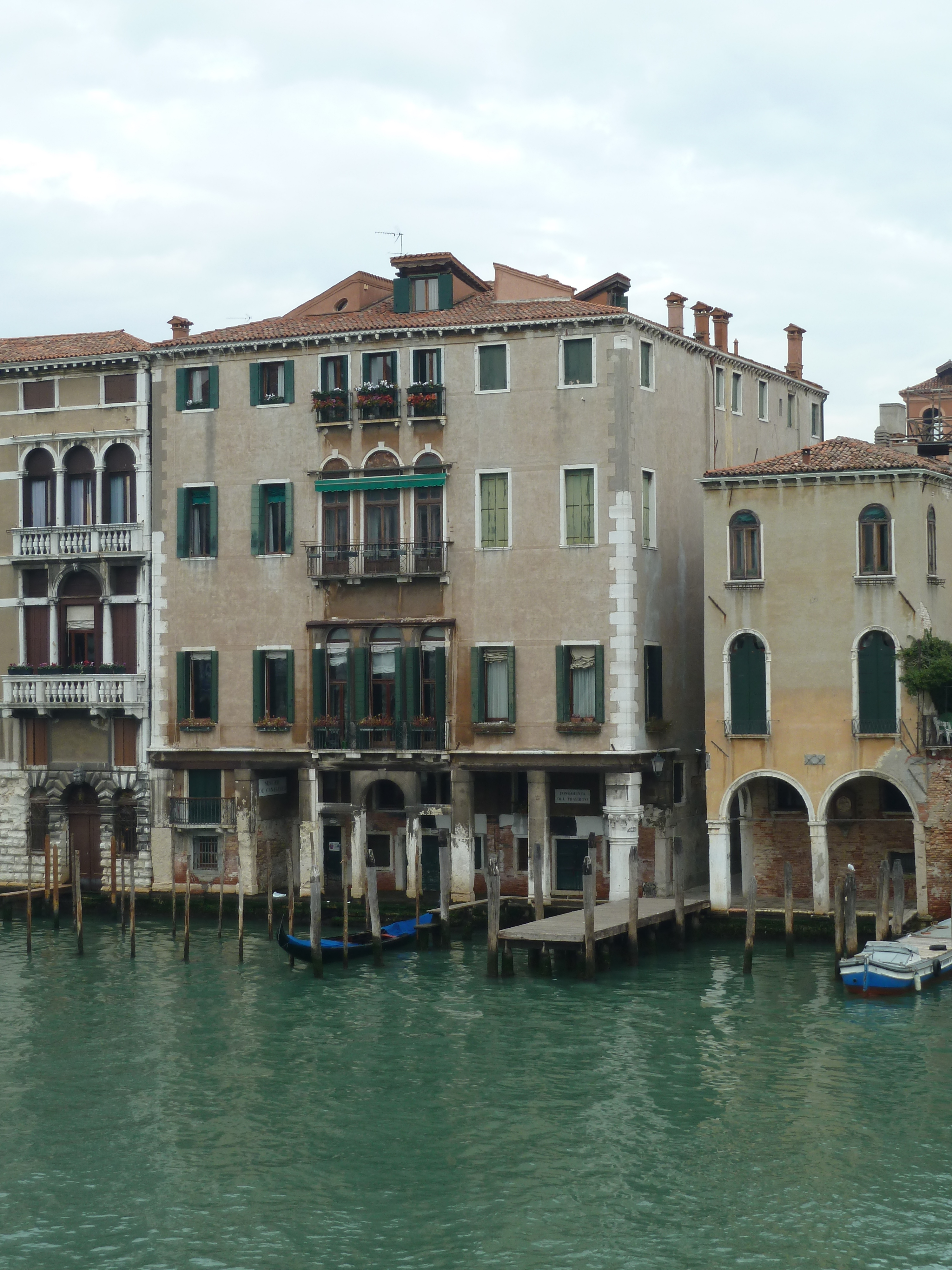
Palazzo Contarini Pisani

Palazzo Contarini Pisani ist ein Palast in Venedig in der italienischen Region Venetien. Er liegt im Sestiere Cannaregio mit Blick auf den Canal Grande zwischen dem Palazzo Boldù a San Felice und der Casa Levi Morenos.
Der Palast stammt aus dem 16. Jahrhundert und gehörte der Familie Contarini, die ihn mit dem benachbarten Palazzo Boldù a San Felice vereinigen wollte, was aber nie realisiert wurde.

## Beschreibung
Das vierstöckige Gebäude hat im Erdgeschoss in der Mitte ein Rundbogenportal zum Wasser, flankiert von zwei rechteckigen und zwei quadratischen Fensteröffnungen. Daneben liegen symmetrisch zwei Paare rechteckiger Fensteröffnungen. Das Erdgeschoss ist durch ein massives Gesims von den oberen Stockwerken getrennt. Die beiden Hauptgeschosse haben in der Mitte jeweils ein Dreifachrundbogenfenster mit eisernen Balkongitter davor. Flankiert sind sie jeweils von zwei Paaren rechteckiger Einzelfenster. Das dritte Obergeschoss hat in der Mitte ein kleineres Dreifachrechteckfenster, das ebenfalls von zwei Paaren kleinerer, rechteckiger Einzelfenster flankiert wird.
Die Dachtraufe ist gezahnt und darüber befindet sich in der Mitte eine schmale Dachgaube mit einem rechteckigen Doppelfenster. Alle Öffnungen sind in istrischem Kalkstein gerahmt; die Ecksteine an beiden Seiten der Fassade sind bis zur Mitte des zweiten Obergeschosses ebenfalls aus diesem Material. Auf der rechten Seite der Fassade setzen sich die Ecksteine über das Erdgeschoss in einer verzierten Säule aus istrischem Kalkstein fort.